# جبل سميعة
جبل سميعة  وكل تلك الجبال السالفة الذكر تقع في تهامة بنو التيم هو جبل شاهق يقع في أغوار السراة من تهامة بنو التيم في ختبة، غرب مدينة النماص، يطل على وادي ختبة من جهة الجنوب. ويتبع إدارياً مركز ختبة التابعة محافظة المجاردة بمنطقة عسير.